# Stazione di Kita-Senju
La stazione di Kita-Senju (北千住駅?, Kitasenju-eki) è una stazione ferroviaria di interscambio di Tokyo, si trova ad Adachi. È la seconda stazione più trafficata delle linee Tokyo Metro.

## Linee
East Japan Railway Company
■ Linea Jōban
■ Linea Jōban Rapida
 MIRC
■ Tsukuba Express
 Ferrovie Tōbu
● Linea Tōbu Isesaki
 Metropolitana Tokyo Metro
 Linea Hibiya
 Linea Chiyoda

## Struttura

### Linea Jōban Rapida
| Bin. | Linea                | Direzione | Destinazioni                                           | Note                                        |
| ---- | -------------------- | --------- | ------------------------------------------------------ | ------------------------------------------- |
| 1-2  | ■ Linea Jōban Rapida | Est       | per Matsudo, Kashiwa, Narita, Toride, Tsuchiura e Mito | Il binario 2 è utilizzato per le precedenze |
| 2-3  | ■ Linea Jōban Rapida | Tokyo     | per Nippori e Ueno                                     | Il binario 2 è utilizzato per le precedenze |

### Linea Chiyoda/Jōban locale
| Bin. | Linea                      | Destinazioni                                | Note                                             |
| ---- | -------------------------- | ------------------------------------------- | ------------------------------------------------ |
| 1    | Linea Chiyoda              | per Nishi-Nippori, Yoyogi-Uehara e Karakida | Alcuni treni Odakyū Romancecar per Hakone-Yumoto |
| 2    | Linea Chiyoda ■Linea Jōban | per Ayase, Abiko e Toride                   |                                                  |

### Linea Tōbu/Hibiya

#### Binari al piano terra
| Bin.          | Direzione | Destinazioni |
| ------------- | --------- | --- |
| 1 (esp. lim.) | Nord      | per Tōbu Nikkō, Kinugawa Onsen, Taebayashi e Akagi alcuni treni per Kuzū, Isesaki e Tōbu Utsunomiya             |
| 1-2           | Nord      | per Shin-Koshigaya, Kasukabe, Tōbu Dōbutsukōen ■ Linea Isesaki per Kuki ■ Linea Tōbu Nikkō per Minami-Kurihashi |
| 3-4           | Tokyo     | per Hikifune, Tōkyō Sky Tree, Asakusa Linea Hanzōmon per Shibuya ■ Linea Tōkyū Den-en-toshi per Chūō-Rinkan     |

#### Binari sopraelevati
| Bin. | Linea                 | Direzione | Destinazioni                                                                                              | Note                                                                                   |
| ---- | --------------------- | --------- | --- | -------------------------------------------------------------------------------------- |
| 5    | ■ Linea Tōbu Sky Tree | Nord      | per Takenotsuka, Kita-Koshigaya, Kita-Kasukabe, Tōbu Dōbutsukōen, ■ Linea Tōbu Nikkō per Minami-Kurihashi | Servizi diretti provenienti dalla linea Hibiya                                         |
| 6・7 | Linea Hibiya          | -         | per Ueno, Ginza e Nakameguro                                                                              | I treni dal binario 6 partono da questa stazione, ad eccezione di alcuni della mattina |

### Tsukuba Express
| Bin. | Linea           | Direzione | Destinazioni         |
| ---- | --------------- | --------- | -------------------- |
| 1    | Tsukuba Express | Nord      | per Moriya e Tsukuba |
| 2    | Tsukuba Express | Tokyo     | per Akihabara        |

## Stazioni adiacenti
| «                   | Servizio               | »                  |
| Linea Jōban Rapida  | Linea Jōban Rapida     | Linea Jōban Rapida |
| ------------------- | ---------------------- | ------------------ |
| Minami-Senju        | Rapido                 | Matsudo            |
| Linea Hibiya        |                        |                    |
| Minami-Senju        | Rapido                 | Kosuge (Tōbu)      |
| Linea Chiyoda       |                        |                    |
| Linea Jōban Locale  |                        |                    |
| Machiya             | Locale                 | Ayase              |
| Linea Tōbu Isesaki  |                        |                    |
| Ushida Minami-Senju | Locale                 | Kosuge             |
| Ushida              | Semiespresso sezionale | Nishiarai          |
| Ushida              | Espresso sezionale     | Nishiarai          |
| Hikifune            | Espresso               | Nishiarai          |
| Hikifune            | Semiespresso           | Nishiarai          |
| Tōkyō Sky Tree      | Rapido                 | Kasukabe           |
| Tōkyō Sky Tree      | Rapido sezionale       | Kasukabe           |
| Tsukuba Express     |                        |                    |
| Minami-Senju        | Locale                 | Aoi                |
| Minami-Senju        | Rapido sezionale       | Yashio             |
| Minami-Senju        | Rapido pendolari       | Rokuchō            |
| Minami-Senju        | Rapido                 | Minami-Nagareyama  |